# FC Arouca
Futebol Clube de Arouca is een Portugese voetbalclub uit Arouca.

## Geschiedenis
De club werd op 25 december 1952 opgericht als Ginásio Clube de Arouca . De club speelde lang op regionaal amateurniveau en kwam in 2001 voor het eerst uit op het interregionale vierde niveau. In 2003 degradeerde Arouca maar promoveerde een jaar later weer terug. In 2008 werd de club kampioen en in 2010 werd ook op het derde niveau de Serie Centro gewonnen waardoor Arouca in het seizoen 2010/11 in de Liga de Honra uitkwam. In 2013 promoveerde Arouca voor het eerst naar de Primeira Liga.
Arouca speelde het seizoen 2016/17 voor de eerste keer in de historie in de Europa League; in de derde voorronde werd het eveneens in de Europa League debuterende Heracles Almelo verslagen, maar in de play-offronde werd verloren van Olympiakos Piraeus. In 2017 degradeerde de club. In 2019 degradeerde de club andermaal, nu naar het Campeonato de Portugal maar keerde één seizoen later weer terug in de Segunda Liga.

## Eindklasseringen
| 15 |

| 1 |

| 5 |

| 11 |

| 1 |

| 15 |

| 1 |

| 15 |

| 3 |

| 5 |

| 1 |

| 1 |

| 7 |

| 1 |

| 5 |

| 13 |

| 2 |

| 12 |

| 16 |

| 5 |

| 17 |

| 6 |

| 16 |

| 1 |

| 3 |

| 15 |

| 5 |

| 7 |

| 12 |

| Primeira Liga | Segunda Liga | Segunda Divisão B/Camp.Port. | Tercera Divisão Niv. 4 | Distrital (Reg. Niv. 5) | Distrital (Reg. Niv. 6) |

Tot 1999 stond de Primeira Liga bekend als de Primeira Divisão. De Segunda Liga kende in de loop der tijd meerdere namen en heet sinds 2020/21 Liga Portugal 2. Ook het 3e niveau kende verschillende namen en heet sinds 2021/22 Liga 3.
| Seizoen   | №  | Clubs | Divisie                      | Duels | Winst | Gelijk | Verlies | Doelsaldo | Punten | Tsch  |
| --------- | -- | ----- | ---------------------------- | ----- | ----- | ------ | ------- | --------- | ------ | ----- |
| 2010–2011 | 5  | 16    | Segunda Liga                 | 30    | 11    | 10     | 9       | 47-41     | 43     |       |
| 2011–2012 | 13 | 16    | Segunda Liga                 | 30    | 7     | 13     | 10      | 32-36     | 34     |       |
| 2012–2013 | 2  | 22    | Segunda Liga                 | 42    | 21    | 10     | 11      | 65-48     | 73     | 616   |
| 2013–2014 | 12 | 16    | Primeira Liga                | 30    | 8     | 7      | 15      | 28-42     | 31     | 3.746 |
| 2014–2015 | 16 | 18    | Primeira Liga                | 34    | 7     | 7      | 20      | 26-50     | 28     | 2.412 |
| 2015–2016 | 5  | 18    | Primeira Liga                | 34    | 13    | 15     | 6       | 47-38     | 54     | 2.882 |
| 2016–2017 | 17 | 18    | Primeira Liga                | 34    | 9     | 5      | 20      | 33-57     | 32     | 1.708 |
| 2017–2018 | 6  | 20    | Segunda Liga                 | 38    | 16    | 11     | 11      | 42-37     | 59     | 992   |
| 2018–2019 | 16 | 18    | Segunda Liga                 | 34    | 10    | 10     | 14      | 40-45     | 40     | 976   |
| 2019–2020 | 1  | 18    | Campeonato de Portugal Gr. B | 25    | 18    | 4      | 3       | 49-19     | 58     |       |
| 2020–2021 | 3  | 18    | Liga Portugal 2              | 34    | 19    | 8      | 7       | 45-25     | 65     |       |
| 2021-2022 | 15 | 18    | Primeira Liga                | 34    | 7     | 10     | 17      | 30-54     | 31     |       |
| 2022-2023 | 5  | 18    | Primeira Liga                | 34    | 15    | 9      | 10      | 36-37     | 54     |       |
| 2023-2024 | 7  | 18    | Primeira Liga                | 34    | 13    | 7      | 14      | 54-50     | 46     |       |
| 2024-2025 | 12 | 18    | Primeira Liga                | 34    | 9     | 11     | 14      | 35-49     | 38     |       |

## In Europa
#Q = #kwalificatieronde, PO=Play Offs, T/U = Thuis/Uit, W = Wedstrijd, PUC = punten UEFA coëfficiënten .
Uitslagen vanuit gezichtspunt FC Arouca
| Seizoen | Competitie        | Ronde | Land                 | Club               | Totaalscore | 1e W    | 2e W       | PUC |
| ------- | ----------------- | ----- | -------------------- | ------------------ | ----------- | ------- | ---------- | --- |
| 2016/17 | Europa League     | 3Q    | Vlag van Nederland   | Heracles Almelo    | 1-1         | 1-1 (U) | 0-0 (T)    | 1.0 |
| 2016/17 | Europa League     | PO    | Vlag van Griekenland | Olympiakos Piraeus | 1-3         | 0-1 (T) | 1-2 nv (U) | 1.0 |
| 2023/24 | Conference League | 3Q    | Vlag van Noorwegen   | SK Brann           | 3-4         | 2-1 (T) | 1-3 (U)    | 1.0 |

Totaal aantal punten behaald voor UEFA Coëfficiënten: 2.0
Zie ook
- Deelnemers UEFA-toernooien Portugal
- Ranglijst van alle clubs die in de diverse Europa Cups zijn uitgekomen

## Bekende (oud-)spelers
- Iván Balliu
- Joris Kayembe
- Sinan Bolat

## Bekende (oud-)trainers
- Gonzalo García García

FC Alverca ·
FC Arouca ·
AVS ·
Benfica ·
Sporting Braga ·
Casa Pia · 
Estoril-Praia · 
Estrela Amadora ·
Famalicão ·
Gil Vicente ·
Moreirense ·  
Nacional ·
FC Porto · 
Rio Ave ·
Santa Clara · 
Sporting CP · 
Tondela · 
Vitória Guimarães